# 1721
Епоха великих географічних відкриттів •  Перша наукова революція •  Глухівський період в історії Гетьманщини

## Геополітична ситуація
Османську імперію очолює Ахмед III (до 1730). Під владою османського султана перебувають Близький Схід та Єгипет, Середземноморське узбережжя Північної Африки, частина Закавказзя, значні території в Європі: Греція, Болгарія і Сербія. Васалами османів є Волощина та Молдова.
Священна Римська імперія охоплює, крім німецьких земель, Угорщину з Хорватією, Трансильванію, Богемію, північ Італії. Її імператор — Карл VI Габсбург (до 1740). Король Пруссії — Фрідріх-Вільгельм I (до 1740).
На передові позиції в Європі вийшла Франція, якою править Людовик XV (до 1774). Франція має колонії в Північній Америці та Індії.
Король Іспанії — Філіп V з династії Бурбонів (до 1746). Королівству Іспанія належать південь Італії, Нова Іспанія, Нова Гранада та Віцекоролівство Перу в Америці, Філіппіни. Королем Португалії є Жуан V (до 1750). Португалія має володіння в Бразилії, в Африці, в Індії, в Індійському океані й Індонезії.
Північ Нідерландів займає Республіка Об'єднаних провінцій. Вона має колонії в Північній Америці, Індонезії, на Формозі та на Цейлоні. На британському троні сидить Георг I (до 1727). Британія має колонії в Північній Америці, на Карибах та в Індії. Король Данії та Норвегії — Фредерік IV (до 1730), на шведському троні сидить Фредерік I (до 1751). На Апеннінському півострові незалежні Венеційська республіка та Папська область. У Речі Посполитій королює Август II Сильний (до 1733). Імператором Російської імперії є Петро I (до 1725).
Україну розділено по Дніпру між Річчю Посполитою та Московією. Гетьман України  — Іван Скоропадський. Пристановищем козаків є Олешківська Січ. Існує Кримське ханство, якому підвладна Ногайська орда.
В Ірані правлять Сефевіди.
Значними державами Індостану є Імперія Великих Моголів, Імперія Маратха. В Китаї править Династія Цін. У Японії триває період Едо.

## Події

### В Україні
- Перше взяття проб донецького вугілля з метою його промислового використання. Ландрат (помічник губернатора) Київської губернії, шляхтич Микита Вепрейський і капітан Ізюмського полку, комендант Бахмутської фортеці Семен Чирков взяли проби донецького кам'яного вугілля в урочищі Скелеватому, що за 25 верст від Бахмута, і на річці Біленькій за 50 верст від нього для його використання як палива на Торських та Бахмутських солеварнях.

### У світі
- Велика Північна війна закінчилася підписанням Ништадтського миру.
- Сер Роберт Волпол став першим прем'єр-міністром Великої Британії.
- Розпочався понтифікат Іннокентія XIII.
- Проголошено Російську імперію.
- Петро I проголосив себе главою православної церкви. Посаду патріарха ліквідовано, впроваджено Священний синод.
- Місто Шамахи в Ірані зазнало нападу лезгинів. Постраждали російські купці.
- Негусом Ефіопії став Бакаффа.

### Наука та культура
- Анонімно опубліковано роман «Перські листи», що належав перу Монтеск'є.
- Йоганн Себастьян Бах завершив написання Брандербурзьких концертів.
- Декретом короля Іспанії Філіпа V засновано Каракаський університет.
- Між Лондоном та Новою Англією встановлено регулярне поштове сполучення.

## Народились
див. також Категорія:Народились 1721

## Померли
див. також Категорія:Померли 1721